# الخط الزمني للحرب الأهلية السورية (يناير–أبريل 2017)

## كانون الثاني / يناير 2017

### 2 كانون الثاني / يناير
- المعارضة السورية توقف مفاوضات السلام في آستانة عاصمة كازاخستان ردًا على عدة انتهاكات للقوات الحكومية لاتفاق وقف إطلاق النار بحسب المصادر المُعارضة.[1]

### 3 كانون الثاني / يناير
- الجيش السوري يسيطر على كتيبة الدفاع الجوي من مقاتلين جيش الإسلام المسلحين في الغوطة الشرقية في محافظة ريف دمشق خلال هجوم مضاد على هجوم جيش الإسلام.[2]

### 9 كانون الثاني / يناير
- وسائل إعلام سورية وتقارير صحفية من الولايات المتحدة تحدثت عن عملية خاصة نفذتها القوات الخاصة الأمريكية في محافظة دير الزور وأنه قد تم القبض على  بعض مقاتلين من تنظيم داعش.[3][4]

### 19 كانون الثاني / يناير
- ضربات جوية أميركية على منطقة  الشيخ سليمان في غرب حلب الواقعة تحت سيطرة كل من جبهة فتح الشام وحركة نور الدين الزنكي تسفر عن مقتل أكثر من 76 مقاتلي تنظيم «القاعدة»، بما في ذلك أبو الحسن تفتناز زعيم بارز في تنظيم القاعدة في سوريا.[5] منذ 1 كانون الثاني / يناير أكثر من 150 عنصر من أعضاء تابعين لتظيم القاعدة  قتلوا خلال الضربات الجوية الأميركية.[6]

### 21 كانون الثاني / يناير
- وفقًا للمسؤولين الحكوميين، بدأبأن مقاتلو هيئة تحرير الشام بالتفاوض على الاستسلام في منطقتين في ريف دمشق الشرقي.[7]

## شباط / فبراير 2017

### 24 شباط / فبراير
- القوات التركية والجيش السورى الحر وجزء من قوات عملية درع الفرات تتولى السيطرة الكاملة على مدينة الباب.[8] وقوات الجيش السورى وقوات سوريا الديمقراطية تسيطر على مدن وقرى أخرى في ريف حلب من سيطرة «داعش».[9][10][11][12]

## آذار / مارس 2017

### 2 آذار / مارس
- الجيش السوري وبدعم الروسي يستعيد للمرة الثانية منذ التدخل العسكري الروسي في سوريا السيطرة على مدينة تدمر الأثرية  من «داعش». حيث سيطر عليها تنظيم داعش على المدينة من القوات الحكومية في أوائل كانون الأول / ديسمبر 2016 خلال هجوم مفاجئ.[13][14]

### 9 آذار / مارس
- قوات مشاة البحرية الأمريكية (المارينز) بدأت بالانتشار في شمال سوريا بالقرب من محافظة الرقة في إطار دعم عمليات قوات سوريا الديمقراطية للسيطرة على الرقة من تنظيم داعش.[15]

### 17 آذار / مارس
- طائرات سلاح الجو الإسرائيلى تقوم بغارات داخل الأراضى السورية وأعلنت الحكومة الإسرائيلية أنها استهدفت أهداف لحزب الله  في سوريا ورد الجيش السوري باطلاق المضادات الأرضية والصواريخ الاعتراضية ضد الطائرات المهاجمة حيث استهدفت إحدى الصواريخ طائرة إسرائيلية على الجانب الذي تسيطر عليه إسرائيل من مرتفعات الجولان، كما أن الجيش السوري اتهم إسرائيل  بضرب أهداف له على الأراضي السورية قرب تدمر.[16] وقال الجيش السوري أيضا أنه اعترض اثنان من الطائرات الإسرائيلية في حين أنه تمكن من اسقاط واحدة  وتسبب في أضرار لاأخرى في حين لم تعلق إسرائيل على بقايا الصواريخ المضادة للطائرات التي سقطت في شمال الأردن.[17]

### 21 آذار / مارس
هيئة تحرير الشام تشن هجوم على حماة بهدف الوصول إلى مدينة حماه. والفصائل المعارضة الأخرى تشن هجمات أيضا على القوات الحكومية والميلشيات المتحالفة معه في حى جوبر في دمشق.

### 22 آذار / مارس
مئات من مقاتلين قوات سوريا الديموقراطية  يتم نقلهم جوا من قبل سلاح الجو الأمريكى عبر نهر الفرات لبدء التقدم إلى السيطرة علىسد الفرات وقطع تعزيزات لتنظيم«داعش» القادمة من الرقة.

## روابط خارجية
المرصد السوري لحقوق الإنسان